# E–100
A Panzerkampfwagen E–100 a második világháború vége felé tervezett német harckocsi prototípus. A háború végére csupán egy harckocsialváz készült el, az is csak részlegesen. A szövetségesek győzelme után az Egyesült Királyságba szállították az alvázat, de később szétszerelték. Fegyverzete a 12,8 cm PaK 44 páncéltörő löveg harckocsiágyú-változata lett volna, amit a Jagdtigerbe is beépítettek, majd később a 15 cm-es űrméretűre tervezett új KwK löveg.

## Fejlesztés

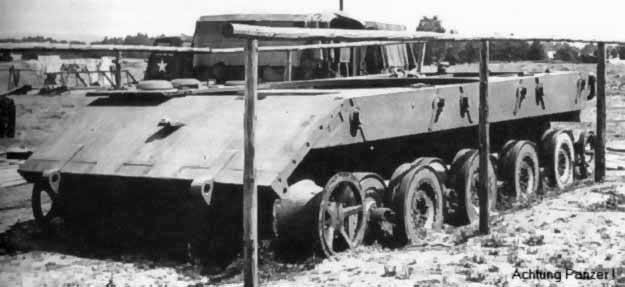
Az E–100 alváza

Az alapdizájnt a Waffenamt rendelte meg 1943 júniusában, a Porsche Mausához, párhuzamos fejlesztésként. Legnehezebb tagja volt az Entwicklung-sorozat tankjainak, melyek célja egy szabványosított tank-osztály létrehozása volt. A javasolt harckocsik az E–5, E–10, E–25, E–50, E–75 és végül az E–100 voltak.
1944 márciusában, az Adler vállalat benyújtotta a 021A38300 számú tervrajzot egy E-100 nevű szupernehéz harckocsi számára, miután a tank indítványozva lett 1943 áprilisában a többi Entwicklung-sorozathoz tartozó harcjárművekkel együtt. A tervrajzok szerint, a harckocsi egy 149 mm-es és egy 75 mm-es löveggel lenne felszerelve. Két motor volt indítványozva: egy (a sebességváltóval és fordulási mechanizmussal együtt a Tiger II-től kölcsönzött) 700 lóerős Maybach HL230, és egy új 1200 lóerős Maybach motor. Az előbbi motor végsebessége 23 km/h-ra, az utóbbié pedig 40 km/h-ra volt becsülve. Ez a dizájn nagyon hasonló volt az eredeti 'Tiger-Maus' tervrajzhoz, de nagyobb, 900 mm-es átmérőjű futógörgőket és egy új, rugós alapú felfüggesztést használt, az eredeti torziós rugók helyett. Egy új tornyot is terveztek, melyet egyszerűbbnek és könnyebbnek szántak, mint a Maus tornya.
1944 júliusában Hitler leállította a szupernehéz harckocsik fejlesztését. A munka az E–100-on csak nagyon alacsony prioritással folytatódott, csupán három Adler alkalmazott szerelte össze (részlegesen) a mintapéldányt.
Az első prototípus soha nem volt teljesen befejezve. Alvázát az Egyesült Államok haderejéhez tartozó 751. tábori tüzérzászlóalj találta meg 1945 áprilisában. A brit hadsereg magával vitte az Egyesült Királyságba kiértékelésre, de végül szétszerelték az 1950-es években.

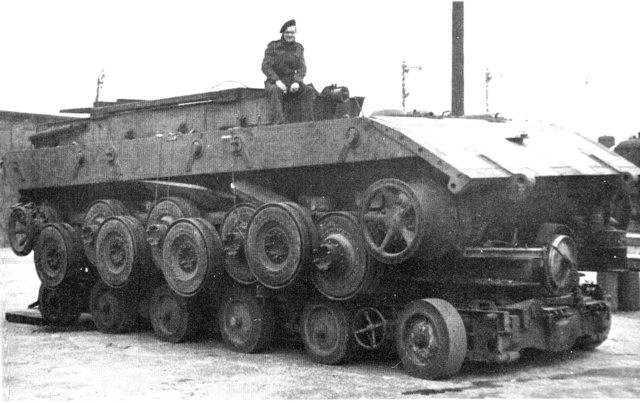
A brit haderők 1945-ben zsákmányolták a prototípust, mely a képen egy utánfutón látható

## Fordítás
Ez a szócikk részben vagy egészben a Panzerkampfwagen E-100 című angol Wikipédia-szócikk ezen változatának fordításán alapul.  Az eredeti cikk szerkesztőit annak laptörténete sorolja fel. Ez a jelzés csupán a megfogalmazás eredetét és a szerzői jogokat jelzi, nem szolgál a cikkben szereplő információk forrásmegjelöléseként.